# Мартынчик, Светлана Юрьевна
Светла́на Ю́рьевна Марты́нчик (род. 9 июня 1965, Одесса) — русская писательница и художница, автор литературных произведений, обзоров и рецензий, публикующихся под псевдонимом Макс Фрай. Ранние произведения из цикла «Ехо», издававшиеся под именем Макса Фрая, созданы при участии супруга Мартынчик художника Игоря Стёпина.

## Биография
Родилась в Одессе в семье военного. С 3 до 9 лет проживала в ГДР, где служил её отец. Увлекалась литературой, фотографией, изобразительным искусством в разных его проявлениях.
Училась на филологическом факультете Одесского государственного университета, но университет не окончила. В 1986 году познакомилась с Игорем Стёпиным.
С 1993 года жила в Москве, в 2000—2001 годах возглавляла сайт NEWSru.com. Вела радиопрограмму «Свободный вход» на радио «Культура» (вместе с Дмитрием Воденниковым). С 2004 года живёт в Вильнюсе.
Гражданка Украины с видом на жительство в Литве.
С 2002 года Светлана Мартынчик ведёт блог в «Живом Журнале» под именем «chingizid» (Чингизид). Долгое время он назывался «Как объяснять картины мёртвому зайцу» (отсылка к перформансу Йозефа Бойса), затем название сменилось на «Как объяснять картины железному волку»[значимость факта?].

## Визуальное искусство
До того как стать популярной писательницей, Светлана Мартынчик занималась изобразительными видами искусства: пластилиновой скульптурой и живописью. Мартынчик и Стёпин — представители «одесского концептуализма» — известны своими пластилиновыми работами по вымышленному ими миру «Хомана», их выставки проходили в Одессе, Мюнхене, Москве, в Русском музее в Санкт-Петербурге. 
Заимствуя язык наивного искусства… и обратившись к истории человечества, они создали персональную мифологию, представив исторические события в своей собственной трактовке. Эти работы — реакция на официальную историю и застывшие установки. Их живописный цикл начинается с «Жития Аменхотепа».
В Москве творческий дуэт «Мартынчики» продвигал галерист Марат Гельман:
Я привез из Одессы художников Мартынчик, такие были художники, которые создавали миры из пластилина. Это был абсолютно некоммерческий проект. И для галереи абсолютно не могло быть коммерческим, и вдруг Каха где-то прочитал, увидел, сам на нас вышел. И за его счет была издана книга об этих народах. И те, кто не знает художников Мартынчик, зато все знают писателя Макса Фрая. 

 — Марат Гельман в программе «Особое мнение»  на радио «Эхо Москвы»
Помимо скульптуры и живописи, Светлана Мартынчик занимается фотографией. Её фотовыставки проходили в Вильнюсе и Москве, авторскими фотографиями были оформлены несколько первых томов «Сказок старого Вильнюса».

## Библиография

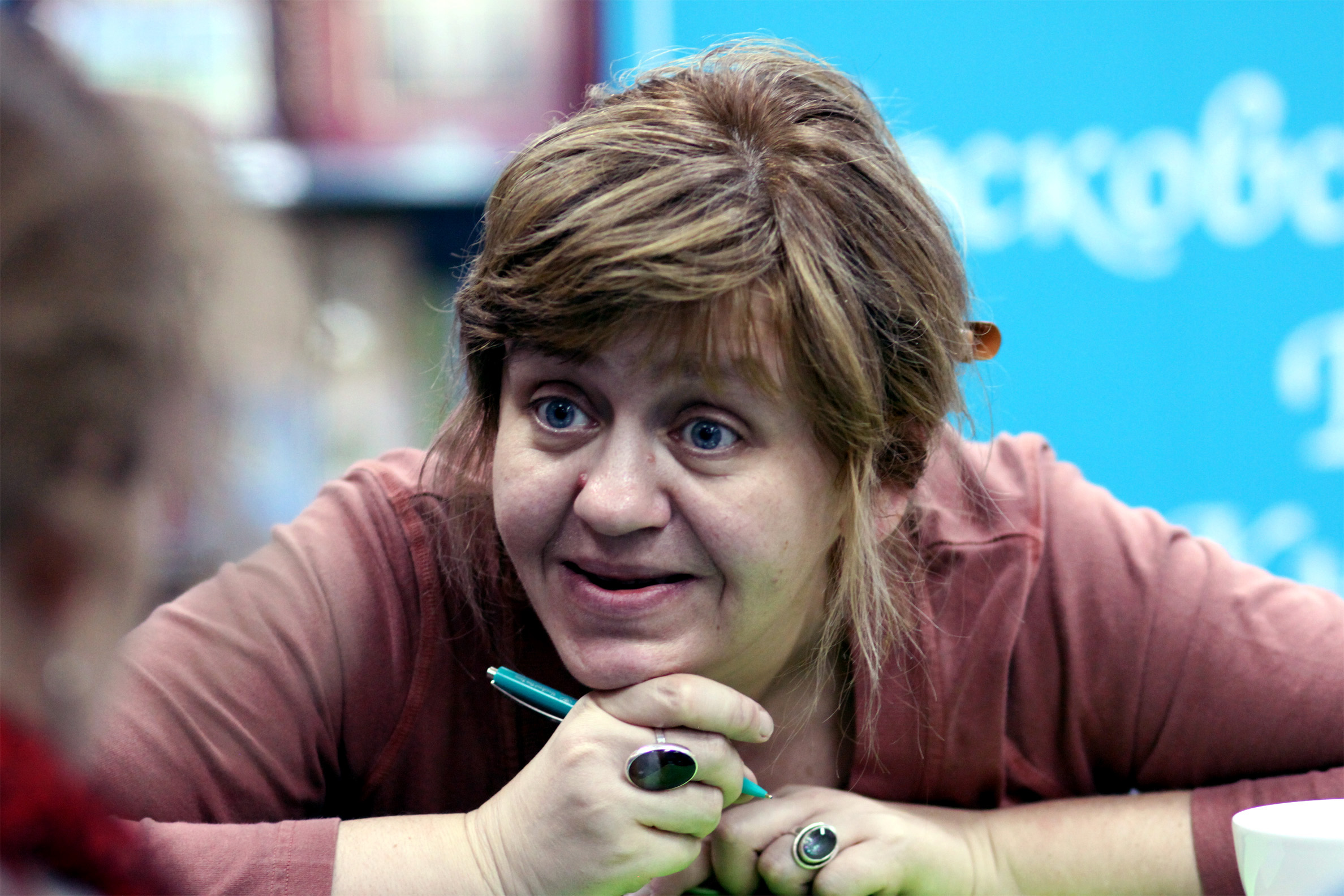
На встрече с читателями, 2010